# Kasteel van Boeregem

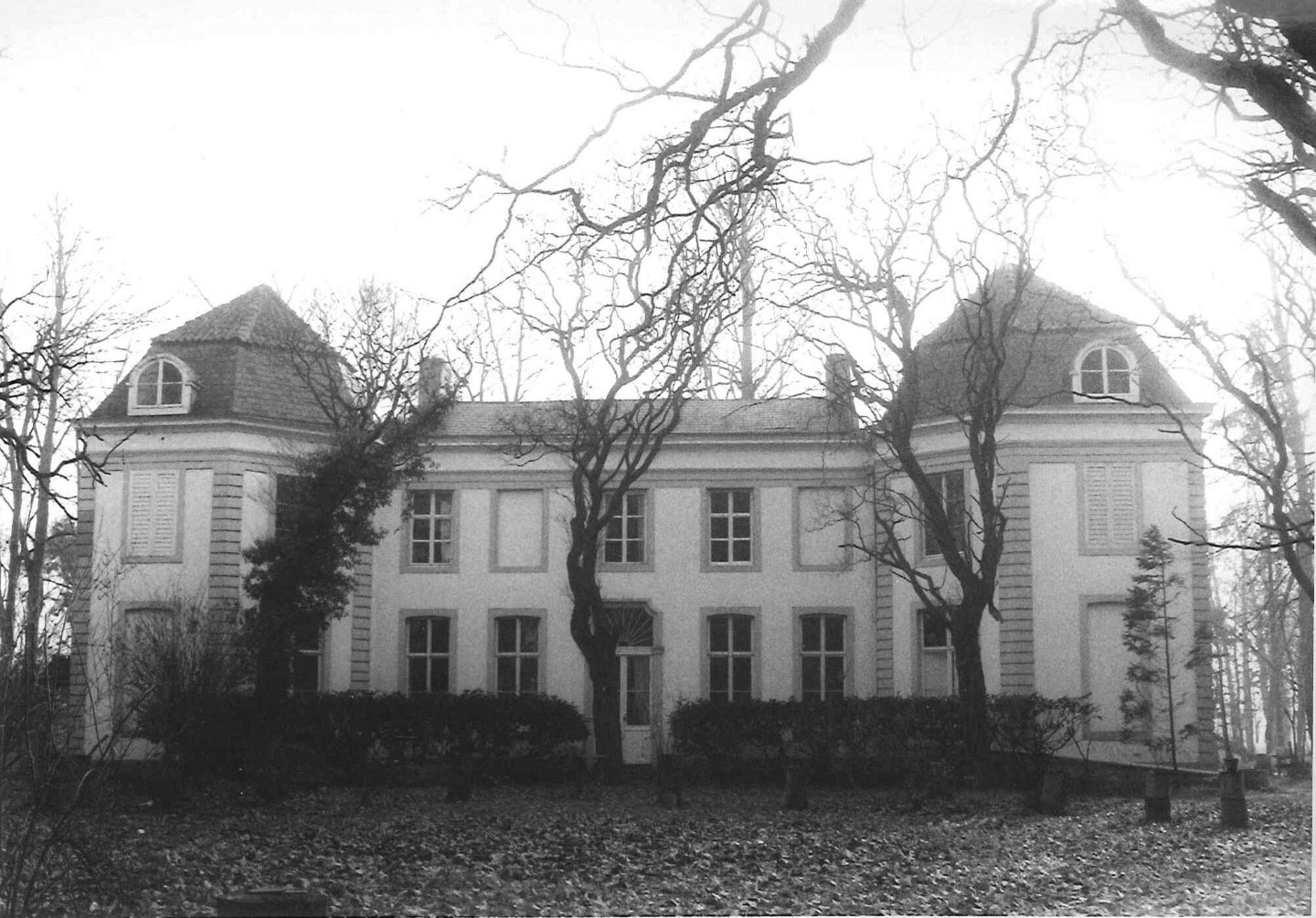
Kasteel van Boeregem

Het Kasteel van Boeregem (ook: Kasteel d'Alcantara) is een kasteel in de tot de Oost-Vlaamse gemeente De Pinte behorende plaats Zevergem, gelegen aan de Boeregemstraat 25.
Het kasteeltje werd vermoedelijk in de 1e helft van de 18e eeuw gebouwd op een domein met de pachthoeve Goed ter Craeynest.
Het kasteel wordt geflankeerd door twee paviljoens die vermoedelijk einde 18e eeuw werden gebouwd. De voorgevel is in Lodewijk XIV-stijl. De paviljoens zij vijfhoekig. Het interieur heeft een salon met mooi stucplafond en een schouw met rocailles.
Het kasteel is voorzien van een rechthoekige omgrachting waarbinnen zich ook een park bevindt. Een lindendreef verbindt het kasteel met de Rijksweg.